# Cosme Delgado
Cosme Delgado (Cartaxo, c. 1530 – Évora, 17 de septiembre de 1596) fue un compositor y maestro de capilla português del Renacimiento.

## Vida
Nació en Cartaxo, al norte de Lisboa. Fue recibido probablemente en el convento franciscano local, denominado del Espíritu Santo.
Posteriormente se desplazó a Évora. Allí, como bachiller de la Catedral, fue un cantor, recibiendo un elogio del cabido catedralicio, de Teotónio de Braganza:

[...] e tem elle neste officio de musica tantas partes de que Nosso Senhor o dotou que por boa voz e habilidade parece que ainda que delle fora merecido e escusaren de tal por sua Rara habilidade e voz boase podia bem exceptuar de todos, [...]
[...] y tiene él en este officio de musica tantas partes de que Nuestro Señor lo dotó que por buena voz y habilidad parece que aunque fuera merecido y excusaren de tal por su Rara habilidad y voz boase podía bien exceptuar de todos, [...]

Fue maestro de capilla de la misma Catedral por más de 30 años, realizando sus tareas como un renombrado compositor y profesor.
Instruyó las primeras generaciones de música polifónica de la llamada escuela de Évora, cuyo más importante alumno fue Manuel Mendes, que es significativamente el primer nombre de esta pléyade de renombrados compositores de polifonía portuguesa, entre los que se contarán Manuel Cardoso, Duarte Lobo y Filipe de Magalhães.

## Obra
Sus obras incluyen misas, motetes, y lamentaciones a 4, 8 y 12 voces; y un ensayo teórico, el Manual de Música dividido em tres partes, dirigido ao mui alto e esclarecido Principe Cardeal Alberto, Archiduque d'Austria, Regente d'estes Reynos de Portugal.
Tras su muerte, legó sus composiciones en testamento al Convento del Espinheiro de los religiosos de San Jerónimo en Évora. Entre las obras legadas constaban misas, motetes, lamentaciones, según nos dice el licenciado Francisco Galvão Maldonado en sus memorias, que reunió para la Biblioteca Portuguesa. Entre estas obras estaba también el Manual de Música en tres partes. Debido a la extinción de las órdenes religiosas en Portugal (secularização) en 1834, se desconoce hoy el paradero de sus obras musicales y teóricas.